# William Eklund
William Edvin Eklund, född 12 oktober 2002 i Haninge, Stockholms län, är en svensk professionell ishockeyspelare (forward) som spelar för San Jose Sharks i National Hockey League.
Han draftades av San Jose Sharks som 7:e spelare totalt i NHL-draften 2021.

## Privatliv
Han är son till den före detta ishockeyspelaren Christian Eklund. Hans yngre bror Victor Eklund spelar precis som storebror och pappa gjorde i Djurgårdens IF.